# جان باسوال
جان باسوال (انگلیسی: John Boswall؛ ‏ ۲ مهٔ ۱۹۲۰ – ۶ ژوئن ۲۰۱۱) بازیگر اهل بریتانیا بود.
از فیلم‌ها یا مجموعه‌های تلویزیونی که وی در آن‌ها نقش داشته‌است، می‌توان به هزار و نهصد و هشتاد و چهار، سه مرد و یک خانم کوچک، پیام‌آور: داستان ژان دارک، دزدان دریایی کارائیب: صندوقچه مرد مرده، ایست‌اندرز، پوآرو و رم اشاره نمود.